# Thomas Harris
Thomas Harris (* 11. April 1940 in Jackson, Mississippi) ist ein US-amerikanischer Schriftsteller, der insbesondere durch Teile seiner Hannibal-Lecter-Tetralogie berühmt wurde. Die meisten seiner Bücher wurden verfilmt.

## Leben und Werk
Thomas Harris wurde 1940 in Jackson geboren und wuchs in der nahegelegenen Stadt Rich auf, wo sein Vater als Farmer arbeitete. Er studierte mit dem Hauptfach Englisch an der Baylor University in Waco (Texas), wo er 1964 mit einem Bachelor abschloss. Schon während seiner Schulzeit arbeitete er für eine lokale Zeitung.
Nach dem Studienabschluss bereiste er einige Zeit Europa, bevor er begann, als Kriminalreporter für Associated Press in New York zu arbeiten. Bereits zu dieser Zeit begann er, kurze makabere Krimis für Magazine zu schreiben, in denen er bereits seine Liebe zum Detail zeigte.
1975 erschien sein erster Roman Black Sunday, der noch im gleichen Jahr in der deutschen Übersetzung unter dem Titel Schwarzer Sonntag herauskam. In diesem Buch geht es darum, einen bereits ins kleinste Detail vorbereiteten Anschlag arabischer Terroristen während des Super Bowl zu verhindern. Schon 1977 wurde das Buch unter der Regie von John Frankenheimer verfilmt.
1981 kam das erste Buch der Hannibal Lecter-Tetralogie, Red Dragon (Roter Drache), auf den Markt. 1986 wurde unter der Regie von Michael Mann der auf diesem Buch basierende Film Manhunter – Roter Drache gedreht, der bislang nur die Hälfte der Produktionskosten einspielen konnte. Die Figur des Dr. Hannibal „the Cannibal“ Lecter, ein Serienmörder, der im Hochsicherheitstrakt der Strafanstalt für geistesgestörte Straftäter eine lebenslange Freiheitsstrafe absitzt, ist in diesem Roman noch von untergeordneter Bedeutung.
Der zweite Teil der Tetralogie The Silence of the Lambs (Das Schweigen der Lämmer) erschien 1988. In diesem kam Dr. Hannibal Lecter bereits eine wichtigere Rolle zu. Lecter soll die FBI-Agentin in Ausbildung, Clarice Starling, auf die Spur des Serienmörders Buffalo Bill führen und wagt selbst einen spektakulären Ausbruchsversuch. Spätestens mit diesem Buch gelang Thomas Harris der endgültige Durchbruch. Harris erhielt für Das Schweigen der Lämmer etliche bedeutende Literaturpreise. Durch die Verfilmung unter der Regie von Jonathan Demme mit Anthony Hopkins (Dr. Hannibal Lecter) und Jodie Foster (Clarice Starling) wurde die Romanfigur Lecter unvergesslich. Der Film bekam insgesamt fünf Oscars für das beste adaptierte Drehbuch, den besten Film, die beste Regie, die beste Hauptdarstellerin und den besten Hauptdarsteller. Für „Buffalo Bill“ ließ sich Harris von einem real existierenden Serienmörder, von Ed Gein, inspirieren.
Der elf Jahre später (1999) erschienene dritte Teil Hannibal stellt die Figur des vor sieben Jahren ins Ausland entflohenen Dr. Lecter in den Mittelpunkt, indem er eine von Lecter durchgeführte Reihe grausamer Morde aufzeigt. Die FBI-Agentin Clarice Starling, die einzige, die ihn wirklich versteht, setzt sich im Auftrag ihrer Vorgesetzten auf seine Spur. Das Buch wurde mit Anthony Hopkins und Julianne Moore (Clarice Starling) im Jahre 2001 unter der Regie von Ridley Scott verfilmt. Kritiker und Fans kritisierten zu große Abweichungen zum Roman und die zu detaillierte Darstellung von Gewalt (FSK 18).
2002 wurde Roter Drache erneut verfilmt, wieder mit Anthony Hopkins als Dr. Lecter und Edward Norton (Ex-FBI Agent Will Graham). Das unter der Regie von Brett Ratner gedrehte Remake orientiert sich stärker an der schriftstellerischen Vorlage als die erste Verfilmung unter dem Namen Manhunter, fügt der Handlung jedoch auch Szenen aus dem Buch Hannibal bei, um der Person des Hannibal Lecter mehr Präsenz zu verleihen.
Im vierten Teil Hannibal Rising geht es um das Aufwachsen und den Werdegang der Figur. Es handelt sich somit um ein sogenanntes „Prequel“, also eine Art Fortsetzung, die jedoch zeitlich vor den bisher erschienenen Büchern (bzw. Filmen) spielt. Harris hat zu dem Buch ein Drehbuch verfasst, das inzwischen von dem Briten Peter Webber verfilmt wurde. In der Verfilmung Young Hannibal: Hannibal Rising wird die Jugend Lecters, gespielt von Gaspard Ulliel, angefangen von seiner Kindheit in Litauen bis zu seiner Übersiedlung in die USA im Alter von 25 Jahren thematisiert.
Erst dreizehn Jahre (2019) nach dem letzten „Hannibal-Lecter“-Roman erschien mit „Cari Mora“ ein neues Werk. In dessen Mittelpunkt stehen der deutsche Sadist Hans-Peter Schneider und die kolumbianische Ex-Kindersoldatin Cari Mora. Die Handlung ist eine Art Schatzgräbergeschichte, die in Miami spielt.

## Werke

### Bücher
- 1975: Schwarzer Sonntag (Black Sunday; in Deutschland 1975)
- 1981: Roter Drache (Red Dragon; in Deutschland 1988)
- 1988: Das Schweigen der Lämmer (The Silence of the Lambs; in Deutschland 1990)
- 1999: Hannibal
- 2006: Hannibal Rising
- 2019: Cari Mora

### Filmografie
- 1977: Schwarzer Sonntag
- 1986: Manhunter (Drehbuch nach Roter Drache)
- 1991: Das Schweigen der Lämmer
- 2001: Hannibal
- 2002: Roter Drache
- 2007: Hannibal Rising – Wie alles begann

## Auszeichnungen
- 1988: Bram Stoker Award in der Kategorie Bester Roman für Das Schweigen der Lämmer
- 1989: World-Fantasy-Award-Nominierung in der Kategorie Bester Roman für Das Schweigen der Lämmer
- 1989: Anthony Award in der Kategorie Bester Roman für Das Schweigen der Lämmer
- 1991: Grand prix de littérature policière für Das Schweigen der Lämmer (Kategorie International)
- 1991: Prix Mystère de la critique für Das Schweigen der Lämmer (Kategorie International)
- 1999: Bram-Stoker-Award-Nominierung in der Kategorie Bester Roman für Hannibal
- 2001: Finnischer Krimipreis für die Hannibal-Lecter-Trilogie